# تازة أباد (شاهين دج)
تازة أباد هي قرية في مقاطعة شاهين دج، إيران. عدد سكان هذه القرية هو 152 في سنة 2006.